# Beherit
A Beherit nevű finn együttes 1989-ben alakult meg Rovaniemi városában. Lemezeiket a Spinefarm Records jelenteti meg. Jelenleg a black metal és a dark ambient műfajokban játszanak, korábban a war metal műfajt képviselték. A "beherit" szó szír nyelven Sátánt jelent. Hangzásviláguk miatt kultikus státuszt értek el, és a black metal műfaj úttörői közé sorolják őket. Korábban "The Lord Diabolus" néven működtek. 1996-ban feloszlottak, 2008 óta újból aktív a zenekar. 

## Tagok
Jelenlegi felállás
- Nuclear Holocausto - ének, gitár, billentyűk, programozás (1989-1996, 2008-)
- Sodomatic Slaughter - dobok (1989-1993, 2008-)
- Ancient Corpse Desekrator - gitár (2008-)
- Abyss - basszusgitár (2008-)

Korábbi tagok
- Daemon Fornication - basszusgitár
- Black Jesus - basszusgitár
- Kimmo Luttinen - dobok

## Diszkográfia
Stúdióalbumok
- Drawing Down the Moon (1993)
- H418ov21.C (1994)
- Electric Doom Synthesis (1995)
- Engram (2009)
- At the Devil's Studio 1990 (2011)
- Bardo Exist (2020)